# Charles R. Jackson
Charles Reginald Jackson (6 de abril de 1903 - 21 de septiembre de 1968) fue un escritor estadounidense. Es reconocido por ser el autor de la novela de 1944 Días sin huella en la que incorporó demasiado realismo y obtuvo críticas positivas.

## Biografía
Charles R. Jackson nació en Summit, Nueva Jersey el 6 de abril de 1903, hijo de Frederick George y Sarah Williams Jackson. Su familia se mudó a Newark, Nueva York en 1907, y nueve años después, su hermana mayor, Thelma, y su hermano menor, Richard, murieron mientras viajaban en un automóvil que fue atropellado por un tren expreso.
Se graduó de Newark High School en 1921. Asistió a la Universidad de Syracuse ., uniéndose a una fraternidad allí, pero se fue durante su primer año después de un "encuentro sexual furtivo con un compañero de su fraternidad, quien luego corrió la voz del incidente de tal manera que solo Jackson cayó en desgracia pública"; una versión ficticia de esa experiencia se incorporó más tarde a The Lost Weekend.
De joven trabajó como editor de periódicos locales y en varias librerías en Chicago y Nueva York antes de enfermarse de tuberculosis. De 1927 a 1931, Jackson estuvo confinado en sanatorios y finalmente se recuperó en Davos, Suiza. Su batalla contra la tuberculosis le costó un pulmón y sirvió de catalizador para su alcoholismo .
A lo largo de su carrera, Jackson continuó luchando contra su adicción al alcohol y las pastillas. Luego, se sometió a psicoanálisis para ayudarlo a dejar sus adicciones. Después del éxito de The Lost Weekend , Jackson comenzó a tomar pastillas (principalmente el sedante Seconal ) y a beber de nuevo. Más tarde le dijo a su esposa que, a menos que estuviera bajo la influencia de Seconal, sufriría un bloqueo de escritor y se deprimiría. 
En septiembre de 1952, intentó suicidarse y fue internado en el Hospital Bellevue . Fue readmitido cuatro meses después tras sufrir una crisis nerviosa. Después de su liberación, se dio un atracón de alcohol y paraldehído durante el cual escribió seis cuentos y comenzó a escribir Una vida de segunda mano . En 1953, ingresó en una clínica de alcoholismo y se unió a Alcohólicos Anónimos (AA). Más tarde, Jackson también habló sobre el alcoholismo a grupos grandes, compartiendo su experiencia. Una grabación de su charla en Cleveland, Ohio en mayo de 1959 todavía se distribuye en la comunidad de AA.  Fue el primer orador en Alcohólicos Anónimos en abordar la dependencia de las drogas (barbitúricos y paraldehído) abiertamente como parte de su historia.
A mediados de la década de 1950, Jackson estaba sobrio pero ya no escribía. Como resultado, él y su familia comenzaron a tener dificultades económicas. Él y su esposa tuvieron que vender su casa en New Hampshire y finalmente se mudaron a Sandy Hook, Connecticut. La esposa de Jackson consiguió un trabajo en el Centro de Estudios sobre el Alcohol de Yale, mientras que Jackson se mudó a la ciudad de Nueva York, donde alquiló un apartamento en The Dakota . Continuó asistiendo a las reuniones de Alcohólicos Anónimos e intentó comenzar a escribir de nuevo. A principios de la década de 1960, tres de sus cuentos aparecieron en la revista McCall, pero Jackson todavía luchaba con ataques periódicos de bloqueo de escritor. Más tarde trabajó como editor de historias para la serie de televisión de antología Kraft Television Theatre y consiguió un trabajo enseñando escritura en la Universidad de Rutgers.[cita requerida]

## Muerte
El 21 de septiembre de 1968, Jackson murió de envenenamiento por barbitúricos en el Hospital St. Vincent de la ciudad de Nueva York. Su muerte fue declarada un suicidio. En el momento de su muerte, Jackson estaba trabajando en una secuela de The Lost Weekend titulada Farther and Wider.
Jackson había recaído en el alcoholismo durante los meses previos a su muerte y se había distanciado de su familia. Jackson había estado encerrado durante la mayor parte de su vida y, en sus últimos años, intentó aceptar su bisexualidad. Jackson se identificó como bisexual en sus últimos años, y comenzó a vivir con su amante masculino en 1965.[cita requerida]